# Référendum de 1994 en Crimée
 (août 2025).
Si vous disposez d'ouvrages ou d'articles de référence ou si vous connaissez des sites web de qualité traitant du thème abordé ici, merci de compléter l'article en donnant les références utiles à sa vérifiabilité et en les liant à la section « Notes et références ».
Pour les articles homonymes, voir Référendum en Crimée.
Le référendum de 1994 en Crimée est un référendum qui s'est tenu le 27 mars 1994 dans la république de Crimée de l'Ukraine. Il portait sur trois questions : l'élargissement de l'autonomie de la république de Crimée, la possibilité de la double nationalité pour les habitants de la Crimée et l'élargissement des pouvoirs du président de Crimée. Les trois mesures ont été adoptées à la suite du « oui » majoritaire répondu à chacune des trois questions.

## Référence
- (en) Cet article est partiellement ou en totalité issu de l’article de Wikipédia en anglais intitulé « Crimean referendum, 1994 » (voir la liste des auteurs).